# Dobrzyń (powiat krośnieński)
Dobrzyń (niem. Döbern, łuż. Derbno) – wieś w Polsce położona w województwie lubuskim, w powiecie krośnieńskim, w gminie Gubin.
W latach 1975–1998 miejscowość należała administracyjnie do województwa zielonogórskiego.
Miejscowość jest położona 8 km na południowy wschód od Gubina przy drodze z Czarnowic do Zawady.
O Dobrzyniu pierwszy raz wspomniano w dokumentach z 1452 roku, pod nazwą (niem. Dabir). Jest to wieś z wąskimi uliczkami, folwarkiem, a większość domów pochodzi z drugiej połowy XIX wieku, należy do lepiej utrzymanych wiejskich osad. Liczy około 120 mieszkańców.